# 豊榮神社・野田神社

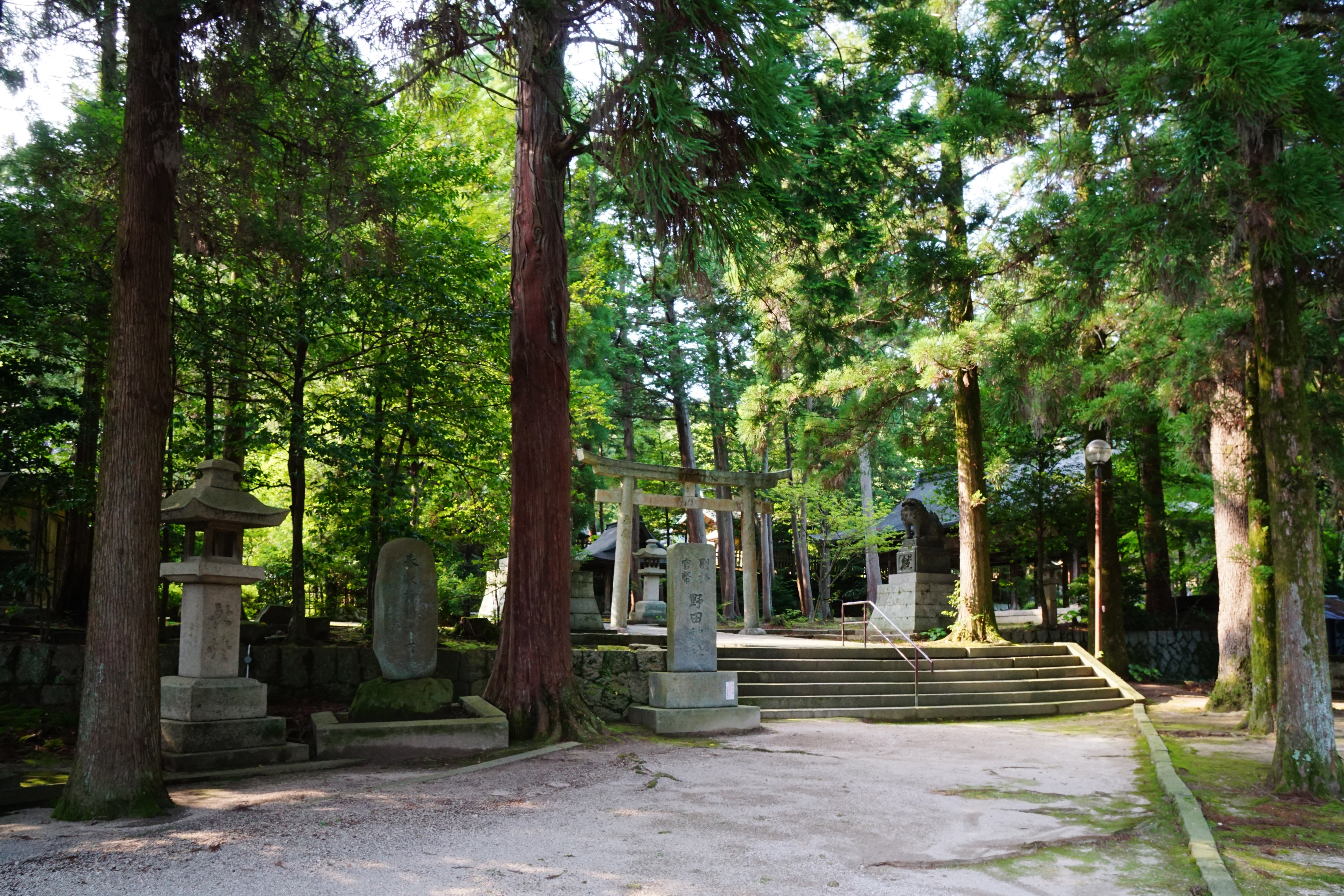
参道入口

豊榮神社（とよさかじんじゃ）と野田神社（のだじんじゃ）は、山口県山口市に隣接して鎮座する神社である。両神社は東に豊榮神社、西に野田神社と隣接するものの別の宗教法人であり、本殿や拝殿、廻廊等の社殿もそれぞれ別にあるが、社務所を始めとする共有の施設もあり、密接な関係にもあることから、ここでは併せて説明する。
ともに旧社格は別格官幣社で現在は神社本庁の別表神社に指定され、隣接地には山口県神社庁もある。江戸時代後期から明治時代初期に流行した藩祖を祀った神社のひとつ。

## 豊榮神社

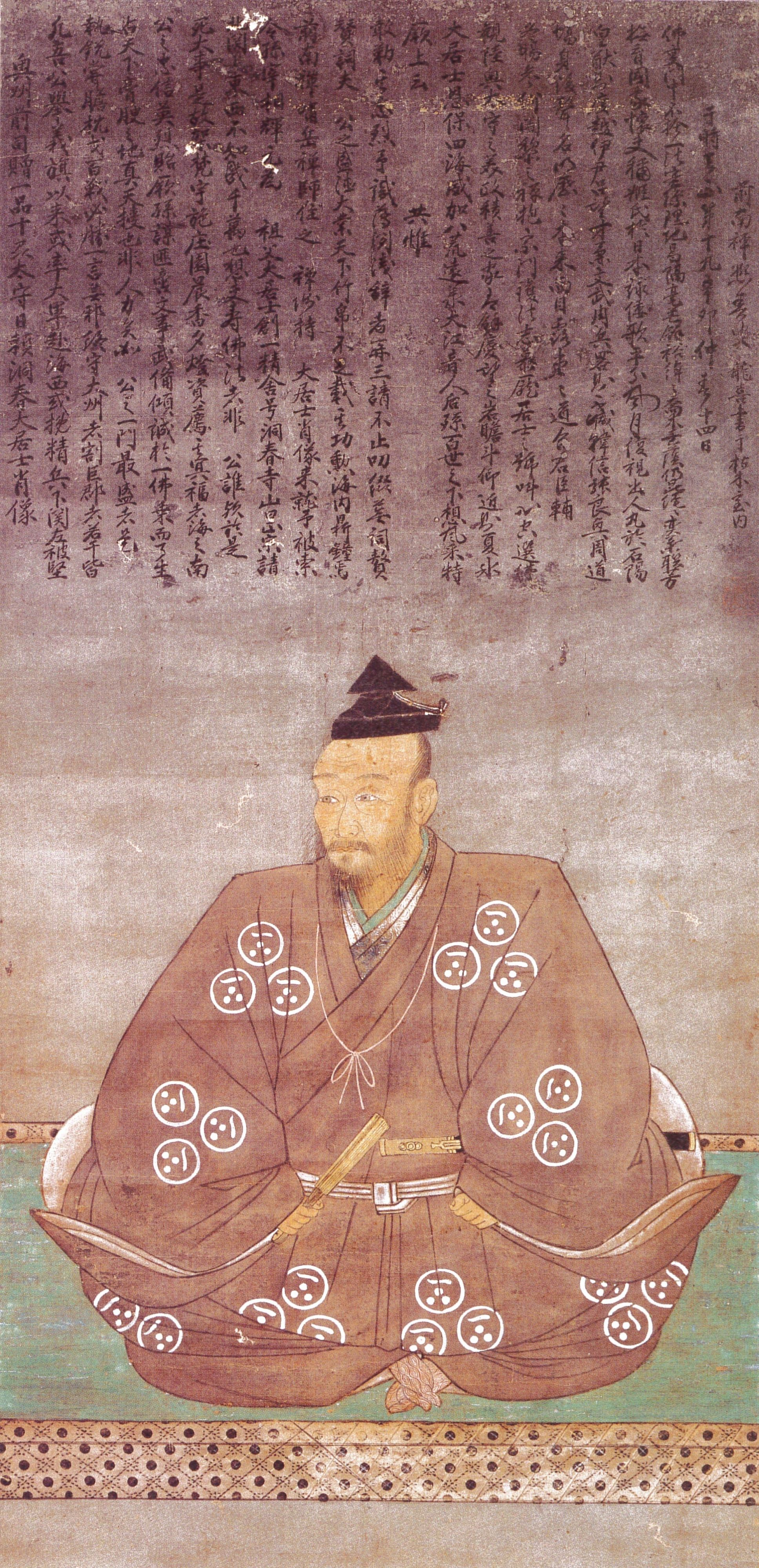
絹本著色毛利元就像

### 祭神
戦国時代に中国地方に覇を唱え後の長州藩毛利家の礎を築いた毛利元就を「毛利元就公」として祀る。

### 歴史
慶長5年（1600年）の関ヶ原の戦いの敗戦により、同年安芸国から長門国に移封された毛利輝元が、萩江向村の春日神社境内に祖父元就の霊（元就公）を祀ったのが前身で、同12年には春日神社は萩城の三の丸に遷座されたが、宝暦12年（1762年）、長州藩主重就が萩城二の丸に鎮座していた土地神社を改造して春日神社から元就公を遷座し、毛利家の祖神とされる天穂日命と合祀して神性霊社と号したのが直接的な創祀である。明和7年（1770年）には元就公を仰徳大明神と称して改めて主祭神とし、神社名も仰徳社と称した。
明治2年（1869年）、元就には正親町天皇の即位を援助するなど朝廷を崇敬する事跡があったことから、明治天皇は弁事五辻安仲を宣命使として差遣して祭神（元就公）に「豊栄」の神号を与え、山口市の多賀神社境内に仮殿を構えて仰徳社を移祠し豊榮神社と改称した。同4年、岩倉具視が勅使として差遣されて剣1口を奉納し、同年現在地に現社殿が造営されて遷座、同6年に県社に列した後、同15年（1882年）には別格官幣社に列格した。

### 社殿・境内
本殿は三間社流造。前方に梁間1間桁行5間の釣屋を建てる。釣屋は切妻造であるが奥寄り（本殿側）2間目は左右に1間の張り出しを設けて十字型の平面構成とし、前面は幣殿に接続する。幣殿は桁行3間梁間1間の入母屋造平入、左右からは廻廊が伸びる。幣殿の前方に方3間、入母屋造妻入の舞殿風の拝殿が建ち、その前方に神門を構える。以上、屋根は全て銅板葺。
また、平成9年（1997年）に境内に「百万一心」の碑が建てられた。毛利元就が吉田郡山城を増築する際に人柱に代えて「百万一心」と彫った石を埋めたという逸話に因むもので、その石は実際に郡山城廃城後に城跡から発見されており、境内絵馬殿には豊榮神社に奉納された石の拓本の額が展示されている。

### 文化財
（件名後の括弧内は指定の種別と年月日）
重要文化財（国指定）
- 絹本著色毛利元就像1幅（絵画、昭和44年（1969年）6月20日）

縦97センチ、横49.8センチの掛幅装で、大紋、侍烏帽子を著して扇を持ち、合口を差した元就の座像。上部に京都南禅寺の僧、仁如集堯による永禄5年（1562年）の賛が記され、それによると元就の長子である隆元が66歳の父を描かせた寿像である事が判る。当時の元就は将に中国地方10箇国を併呑しようとする時で、気魄ある老将の姿をよく描いたものとされる。また、元就像は数点あるが寿像はこれのみであり、確実な室町時代の寿像としても価値の高いものであることから重要文化財の指定を受けた。県立山口博物館に寄託されている。

## 野田神社

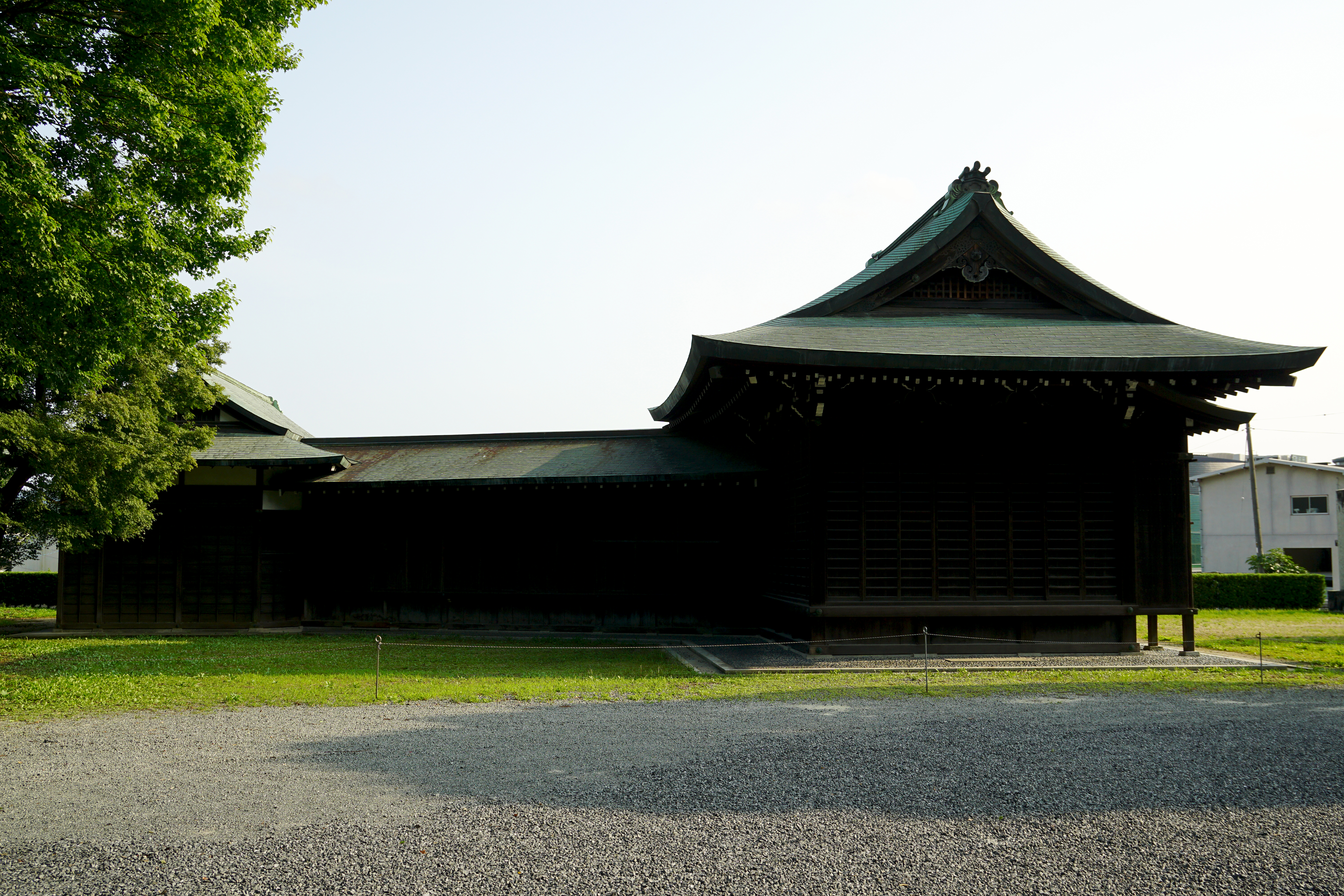
能楽堂

### 祭神
長州藩最後の藩主で明治維新の功労者である毛利敬親を「毛利敬親公」として祀り、敬親の養嗣子の元徳を「毛利元徳公」として配祀する。

### 歴史
明治6年（1873年）、有志が謀って「敬親公」を祀る社を豊榮神社の境内に建て、神社名を敬親の諡号である「忠正」から取って忠正神社と称したのに創まる。翌7年、鎮座地名からとった現在の野田神社に改称して同9年に県社に列格、同19年に現在地に遷座し、大正4年（1915年）に別格官幣社に列格した。
元徳は死の2年後の明治31年（1898年）、野田神社境内に摂社として芳宜園神社を創祀して毛利元徳公として祀られたが、昭和11年（1936年）に本殿に合祀された。

### 社殿・境内
本殿、釣屋、幣殿、拝殿等、社殿の結構はほぼ豊榮神社に同じ。
境内の能楽堂は毛利元徳公として配祀される元徳の長男である元昭により昭和11年に新築寄進されたもので、平成3年（1991年）に山口市指定有形文化財に指定されている。

### 文化財
（件名後の括弧内は指定の種別と年月日）
重要文化財（国指定）
- 太刀 銘□友（伝・助友）附 衛府太刀拵（工芸品、大正元年（1912年）9月3日）

長さ63.5センチ、反り 1.9センチの鎬造の太刀。銘は「友」の上の一字が判読不能であるが平安時代の助友の作と伝えられ、その様態から武器としてではなく儀式用の太刀と推定される。刀身は反りの中心点が元寄り（腰の辺り）にある腰反りで、踏張りも見られる。大正元年に当時の古社寺保存法に基づく国宝（旧国宝）に指定され、昭和25年（1950年）8月29日の文化財保護法施行に伴い重要文化財とされた。附（つけたり）指定の拵（こしらえ）は、柄（つか）を白鮫着せとし、鞘は金梨子地の蒔絵に螺鈿細工で紋を表し、上品かつ華やかな美しさを持つ。豊榮神社所蔵の元就像同様山口博物館に寄託されている。
山口市指定有形文化財
- 野田神社能楽堂及び付属室（建造物）、平成3年4月23日）

毛利元昭が明治維新70年記念として昭和11年に寄進したもの。総檜造りで、橋掛（はしがかり）、鏡の間及び楽屋、控の間を備えた本格的な能楽堂で、西日本に数少ない能楽堂の中でも規模と質とにおいて群を抜くとされる事から市の文化財に指定された。当初は現在地より西南の野田学園の運動場内に建てられていたが、平成3年に移築された。設計、建設は東京の小林建築事務所が担当。

## 交通
- JR西日本山口線上山口駅より徒歩15分ほど。

## 周辺
- 野田学園中学校・高等学校
- 山口市菜香亭
- 雲谷庵跡
- 瑠璃光寺
- 洞春寺、のむら美術館
- 常栄寺
- 山口県護国神社
- 今八幡宮

## 備考

### 大田市の豊栄神社
島根県大田市の石見銀山の近くにも、毛利元就を祭神とする豊栄神社がある。
毛利元就自身が自らの姿を彫ったものとされる木像を神体としている。元々は曹洞宗の長安寺という寺院であり、一説には、元亀2年（1571年）に毛利輝元が建立したという。慶応2年（1866年）、長州軍が石見に進駐した際、長安寺に元就の木像が祀られているのに驚いたという。翌慶応3年、長州軍の隊士により長安寺境内に霊社が造営された。明治3年、前年に明治天皇から与えられた神号をつけて豊栄神社とし、長安寺は廃寺となった。